# Kayalıpınar, Midyat
Kayalıpınar là một xã thuộc huyện Midyat, tỉnh Mardin, Thổ Nhĩ Kỳ. Dân số thời điểm năm 2010 là 1.535 người.